# Pulicaria rajputanae
Pulicaria rajputanae là một loài thực vật có hoa trong họ Cúc. Loài này được Blatt. & Hollb miêu tả khoa học đầu tiên.